# Blériot XII
Die Blériot XII war ein französisches Flugzeug aus der Zeit vor dem Ersten Weltkrieg. Der von Louis Blériot konstruierte Hochdecker war eine vergrößerte Version der Blériot XI.

## Geschichte
Der Erstflug der Blériot XII fand am 12. Juni 1909 statt. Im folgenden August nahm Louis Blériot mit ihr an der internationalen Luftfahrtschau in Reims teil und erreichte im Geschwindigkeitswettbewerb den zweiten Platz hinter Glenn Curtiss und seiner Reims Racer. Im selben Jahr führte das Flugzeug den weltweit ersten Flug mit drei Personen an Bord durch. Die Blériot XII war 1910 der erste von den britischen Streitkräften genutzte Flugzeugtyp.

## Technische Daten
| Kenngröße    | Daten                                          |
| ------------ | ---------------------------------------------- |
| Besatzung    | 1                                              |
| Passagiere   | 2                                              |
| Länge        | 8,50 m                                         |
| Spannweite   | 9,50 m                                         |
| Flügelfläche | 22 m²                                          |
| Triebwerke   | ein E.N.V.-Achtzylindermotor mit 26 kW (35 PS) |